# Elena Panaet
Elena Panaet (ur. 5 czerwca 1993) – rumuńska lekkoatletka specjalizująca się w biegach długich.
Stawała na podium mistrzostw krajów bałkańskich gronie juniorów i juniorów młodszych. Podczas mistrzostw świata juniorów młodszych w 2009 była dziewiąta w biegu na 2000 metrów z przeszkodami. W rywalizacji na dystansie 3000 metrów z przeszkodami odpadła w eliminacjach mistrzostw świata juniorów w Moncton (2010) oraz zdobyła brązowy medal mistrzostw Europy juniorów w Tallinnie (2011). 
W 2010 i 2011 bez większych sukcesów startowała w mistrzostwach Europy w przełajach. 
Rekord życiowy w biegu na 3000 metrów z przeszkodami: 10:17,37 (23 lipca 2011, Tallinn). 